# Old Smuggler
Old Smuggler es una reconocida marca de whisky propiedad desde el año 2006 del Gruppo Campari. Es un whisky escocés fino, cuya primera producción data del año 1835 y que hasta el día de hoy se sigue produciendo con el clásico proceso de destilación empleado en Escocia en el siglo XVIII.
Su nombre hace honor a la historia de los antiguos contrabandistas escoceses que frente a todas las leyes prohibitorias de difusión de bebidas alcohólicas dentro del Reino de Escocia hacían posible su difusión entre los habitantes no sólo de su país sino de todo el Reino Unido, aun a costa de su propia sangre. El "Viejo Contrabandista" (tal es la traducción al español del término "Old Smuggler") perteneció en 1946 a la firma Hiram Walker, para luego pasar a manos del Gruppo Campari que adquirió la marca en 2006. Old Smuggler tiene un amplio mercado en el mundo, siendo distribuido en alrededor de veinte países como Argentina, Bélgica, México, Estados Unidos y Uruguay. Sus actuales competidores entre otros son 100 Pipers, Chivas Regal y Grant's
En Argentina es recordado por haber sido patrocinador, durante buena parte de la década del '70, del piloto de Turismo Carretera Roberto Mouras, siendo a la vez partícipe directo de la creación del automóvil conocido como "El 7 de Oro", al haberle otorgado su color debido a la publicidad del whisky en el auto. 

## Historia
Su primera producción data del año 1835. Fabricado bajo las estrictas normas de destilación empleadas en el siglo XVIII, este whisky busca revivir la antigua tradición de los contrabandistas escoceses que dieran su vida en favor de la difusión de esta bebida a lo largo de todo el Reino Unido. 
En el año 2006 el Grupo Campari se hizo con la totalidad de las acciones de la marca, comprándosela a la ex-Hiram Walker y siendo producida respetando sus cánones tradicionales. Su producción alcanzó importantes mercados de Europa y América, siendo en la actualidad en el mercado de los Estados Unidos el octavo whisky en ventas. Por su parte, en Argentina es el segundo whisky más vendido del país, mientras que en Brasil compite con otras marcas como ser 100 Pipers y Grant's. Otros mercados donde Old Smuggler tiene amplia difusión son Bélgica, Países Bajos, Paraguay y Uruguay, entre otros.
Tiene un gentil aroma a repostería recién horneada, roble, miel y caramelo. Cremoso al paladar con cierto toque a tabaco y vainilla. Su producción se consigue tras un proceso de macerado en barriles de roble que dura entre 5 y 6 años.

## La leyenda del 7 de Oro de Turismo Carretera
En 1976, los preparadores de Turismo Carretera Omar Wilke y Jorge Pedersoli prepararon un nuevo prototipo de carreras sobre la base un automóvil Chevrolet Chevy para competir en ese año en la popular categoría argentina de automovilismo de velocidad Turismo Carretera. Su fabricación consigue concretarse en tiempo récord. Al mismo tiempo, Ricardo Joseph (ingeniero jefe y encargado del área de desarrollos deportivos de General Motors de Argentina) consigue contactarse con los representantes en Argentina de las destilerías norteamericanas Hiram Walker, quienes deciden ofrecer su patrocinio deportivo al equipo oficial de la marca en el TC. La publicidad principal para esta unidad iba a ser la del tradicional whisky Old Smuggler de amplia difusión en el mercado argentino y el coche adoptaría el característico color dorado de esta bebida. Para pilotear esta unidad, sería elegido el piloto Roberto Mouras, quien ya venía desempeñándose como piloto de esta escuadra y que había finalizado el campeonato anterior en la séptima ubicación, por lo que le correspondía utilizar el número 7 en los laterales del auto.
Su debut se produjo el 14 de marzo de 1976, durante el desarrollo del Gran Premio Apertura corrido en el Autódromo Municipal de Buenos Aires (hoy Oscar y Juan Gálvez), donde Mouras conseguiría subir al tercer escalón del podio. Tras esta presentación vendría la Vuelta de 25 de mayo, corrida el 25 de abril del mismo año, donde alcanzaría a clasificar séptimo. Pero en la fecha siguiente comenzaría la que sería una seguidilla de seis triunfos consecutivos que harían ilusionar a la parcialidad de Chevrolet con la obtención del título del TC, haciendo al mismo tiempo entrar a la historia a aquel coche que condujera Mouras.
A pesar de no haber conseguido título alguno, este automóvil entraría a la historia del TC, manteniendo hasta el día de hoy aquel récord de 6 victorias obtenidas de manera consecutiva, siendo recordado también por el color dorado que lo decoraba, heredado de su principal patrocinante, el whisky Old Smuggler.